# 奥乐齐超市
奥乐齐（Aldi）是德国的一家廉价连锁超市品牌。「Aldi」是阿尔迪南、北商业集团联盟在全球的简写。
公司名称来源于德语单词“阿尔布雷希特”（人名）和“迪斯康特”（折扣）头两个字母缩写。
2017年之前，华人圈更多地音译为“阿尔迪”。2017年3月，进入中国市场后，“奥乐齐”被确定为“Aldi”的正式中文名称。

## 历史

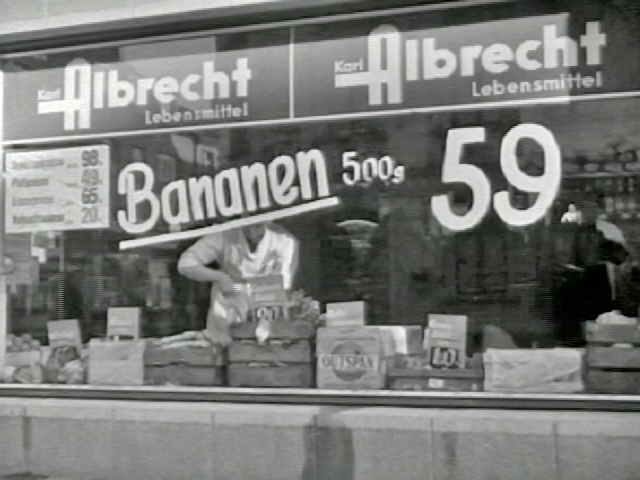
1958年时阿尔布雷希特兄弟位于埃森市的店铺

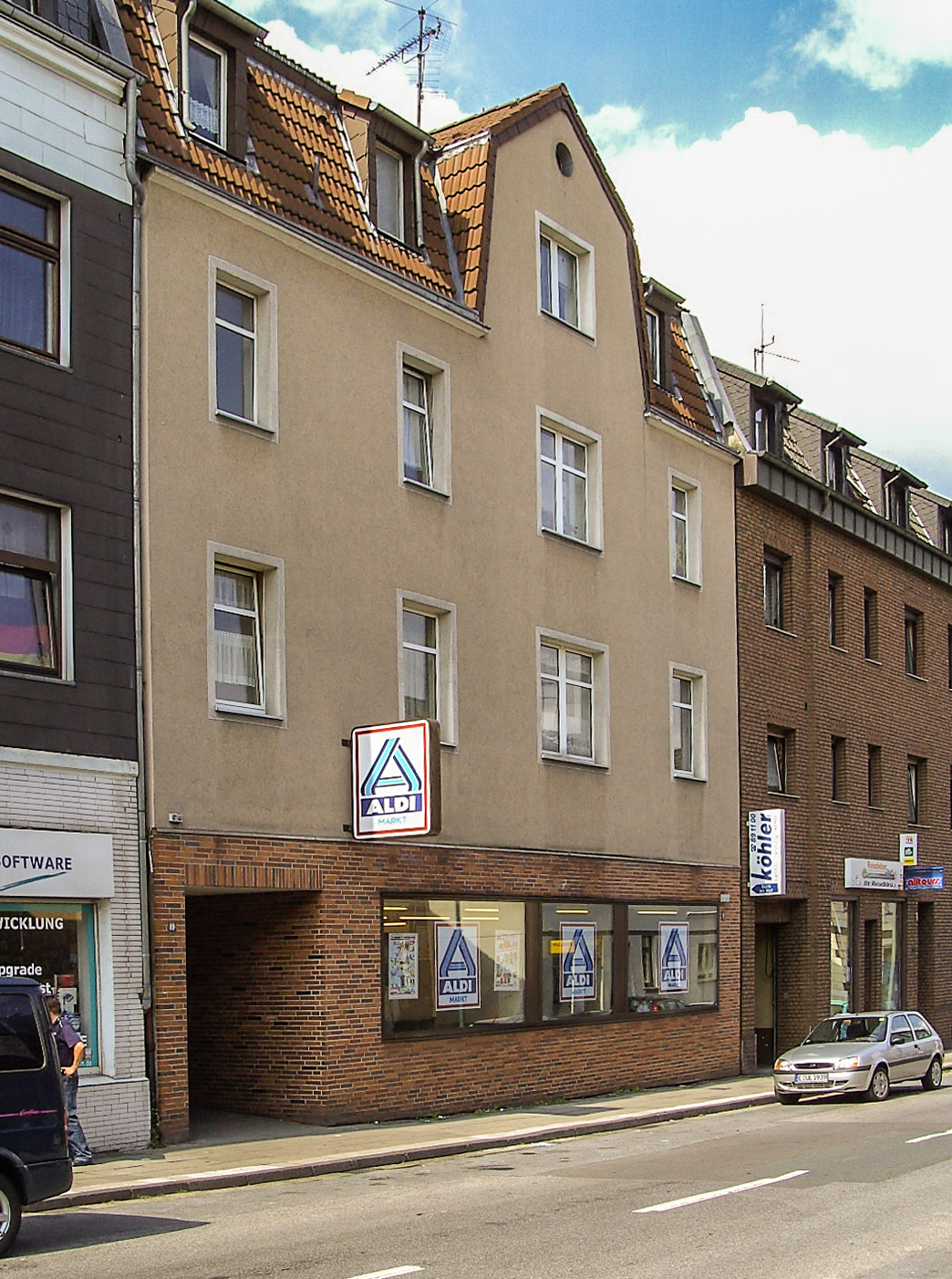
位于舒伦贝克的第一家店铺

Aldi前身是创建于1913年位于鲁尔工业区埃森一家小食品店“艾玛婶婶商店”。本来小店经营面积仅有35平方米，由卡尔·阿尔布雷希特、西奥·阿尔布雷希特二人母亲经营。二战后，卡尔、西奥接手。不久，哥俩在埃森市郊开了大店。到1950年，已发展为一家小型连锁食品店，拥有13家店。1960年，阿尔迪分开为南、北两大部分，此时，他们已经拥有300家店，年营业额共9000万西德马克。
卡爾和提歐二人出生在二次大戰前貧困的德國工人區，兄弟兩人於二次大戰後承接母親原本經營的小食品店，靠著微薄小利慘淡經營。一直等到兩人察覺到其它商店的優惠券促銷手法後，才開始想到應增進自家商店的競爭力。
身為天主教徒的艾伯瑞希特兄弟在商店門口貼出告示：「本店從即日起開始降價，如果哪位顧客發現本店出售商品並非全市最低價，且降幅不到全市最低價格的3%，可到本店要回差價，並獲獎勵。顧客是本店的上帝，我們竭誠歡迎上帝惠顧敝店。」
實施「我最便宜」策略後，原本門可羅雀的商店變得門庭若市，顧客比之前還多出了好幾倍，為兩人日後建立連鎖超商王國奠定了基礎。終於，兩人在1962年開辦了第一家名為「阿爾迪」的折扣商店。阿爾迪（ALDI）是以「艾伯瑞希特」（Albrecht）和「折扣」（Discount）兩個字的前兩個字母組合而成。
此後，「阿爾迪」在經營策略上不斷朝目標精準、品質控管、以簡馭繁的方向前進。在「目標精準」方面，「阿爾迪」持續挑選出最暢銷的商品，並力求以業內最低的價格出售。或許艾伯瑞希特兄弟兩人出身貧窮，因此不迷信商場上的合縱連橫、集資併購，反而以腳踏實地的方式不斷擴張事業版圖。在艾伯瑞希特兄弟眼中，年度計畫、諮詢顧問、公關工作等都是多餘，「阿爾迪」公司的總部也只是兩幢裝修簡單的5層樓辦公樓房，各家分店且都避開租金昂貴的繁華地段，空間維持在150坪至250坪之間。

## 经营理念
阿尔布雷希特兄弟俩的经营理念产生于，将法定最多3%的折扣价格同盟抛开。此外，还将商品的种类也无情的大幅删减。阿尔迪将能节省的几乎都省掉了，例如，取消了昂贵的商店装饰和相关设施，取消了价格高的广告和那些贵的保鲜类商品。阿尔迪还将租金节省下来，把经营面积尽可能的缩小。然后将节省下来的利润以便宜价格的方式返还给最终消费者。

## 组织结构
南、北两家企业始终保持良好的关系并偶尔一起应对一些事情，比如使用统一的商品品牌或者应对供应商。从1966年起两家企业在法律层和财务上以商业有限责任公司开始完全独立经营。
奥乐齐超市在全球已擁有6800多家分店，其中德国國內分店達到4000家，其餘2800多家分布在歐美和大洋洲的11個國家。

### 德国
截止目前北奥乐齐超市由35个独立的区域子企业和超过2500家营业网点组成，南奥乐齐超市由31个独立的区域子企业和超过1600家营业网点组成并主要分布在西部、南部德国。南、北奥乐齐超市的分界线又被称作“奥乐齐赤道”。

### 法国
奥乐齐超市最初于1988年进入法国市场。2020年，奥乐齐超市收购了545家Leader Price门店。截至2022年底，奥乐齐超市在法国境内共有1,321家门店。

### 美国
截止至2019年，南奥乐齐超市在美国的35个州运营了超过1800家分店，年营业额184亿美元。北奥乐齐在美国拥有乔氏超市连锁品牌，在43个州运营超过500家分店。

### 奥地利
奥乐齐超市在奥地利以“霍夫超市”之名运营。在企业架构上隶属于“南奥乐齐”。详见霍夫超市条目。

### 中国大陆
2017年3月20日，奥乐齐正式在「天猫」上线，为了突显对中国市场的重视，奥乐齐更是联合天猫方面于2017年4月25日在上海举行新闻发布会。同時，“奥乐齐”被确定为“Aldi”的正式中文名称。其主打理念为“高端”，“进口精选产品”，目标群体为中国中高收入人群。但其同样商品价格远高于德国同类型产品（如巧克力）而受到了广泛质疑。
2019年6月7日，奧樂齊在中國上海開設2家亞洲首批試點店。